# Франц Генрих Саксен-Лауэнбургский
Франц Генрих Саксен-Лауэнбургский (нем. Franz Heinrich von Sachsen-Lauenburg; 9 апреля 1604 — 26 ноября 1658) — принц Саксен-Лауэнбургский.

## Биография
Франц Генрих — девятый и самый младший сын герцога Франца II Саксен-Лауэнбургского и его второй супруги Марии Брауншвейг-Вольфенбюттельской, дочери герцога Юлия Брауншвейг-Вольфенбюттельского. Крестным отцом принца стал король Франции Генрих IV. По династическому договору с братьями в 1619 году Франц Генрих признал власть своего старшего брата Августа и получил за это компенсацию в размере 2 500 рейхсталеров в год.
В 1630 году после высадки короля Швеции Густава II Адольфа в Пенемюнде Франц Генрих поступил к нему на службу и пользовался его покровительством. В подарок от шведского короля Франц Генрих получил монастырское поместье Мариенфлисс.
Под началом генерала Банера Франц Генрих Саксен-Лауэнбургский принимал участие в Виттштокской битве.
После смерти матери в 1635 году Франц Генрих по договору с братьями получил Францхаген, а после смерти брата Августа — Вангелау и хутор Ротенбек. Франц Генрих проводил много времени во дворце в Трептове-на-Реге у Софии Шлезвиг-Гольштейн-Зондербургской, вдовы герцога Филиппа II Померанского. Их отцы были двоюродными братьями. В Трептове-на-Реге состоялась Франца Генриха и родился его первый ребёнок.

## Потомки
13 декабря 1637 года Франц Генрих женился в Трептове-на-Реге на Марии Юлиане, дочери графа Иоганна VII Нассау-Зигенского. У супругов родились:
- Катарина Мария (1640—1641)
- Кристина Юлиана (1642—1644)
- Эрдмута София (1644—1689), замужем за герцогом Густавом Рудольфом Мекленбург-Шверинским (1632—1670)
- Франц (1645)
- Элеонора Шарлотта (1646—1709), замужем за герцогом Кристианом Адольфом Шлезвиг-Гольштейн-Зондербург-Францхагенским (1641—1702)
- Эрдман (1649−1660)

У Франца Генриха также родилось двое детей вне брака.